# Avenue du Général-Leclerc (Viroflay)
Pour les articles homonymes, voir Rue du Général-Leclerc.
L'avenue du Général-Leclerc est l'artère principale de la commune de Viroflay, dans les Yvelines. Elle fait partie de la route historique de Versailles à Paris.

## Situation et accès
Cette avenue orientée d'ouest en est suit le tracé de la route départementale 10, et traverse Viroflay du bout en bout.
Elle commence dans le prolongement de l'avenue de Paris à Versailles, place Louis-XIV, qui marque l’entrée de la commune.
Elle traverse le croisement de la rue de l'École-des-Postes et de la rue Raphaël-Corby, passe ensuite au-dessus du tunnel de l'autoroute A86, puis sous le viaduc de Viroflay, construit en 1852. Sous ce viaduc, se trouve la place Germaine-Delaunay, où convergent la rue Rieussec, la rue Gabriel-Péri, la rue des Alisiers et la rue des Saisons. 
L'avenue continue en ligne droite dans la vallée, et se termine dans l'axe de l'avenue Roger-Salengro à Chaville.

## Origine du nom
Son nom rend hommage à Philippe Leclerc de Hauteclocque (1902-1947).

## Historique
C'est par cette route que lors des Journées des 5 et 6 octobre 1789, une foule de femmes se rendra à Versailles protester contre la famine qui règne en ville, pour revenir le lendemain à Paris avec la famille royale.
Le 25 août 1944, la division Leclerc se rendra à Paris par cette route.

## Bâtiments remarquables et lieux de mémoire

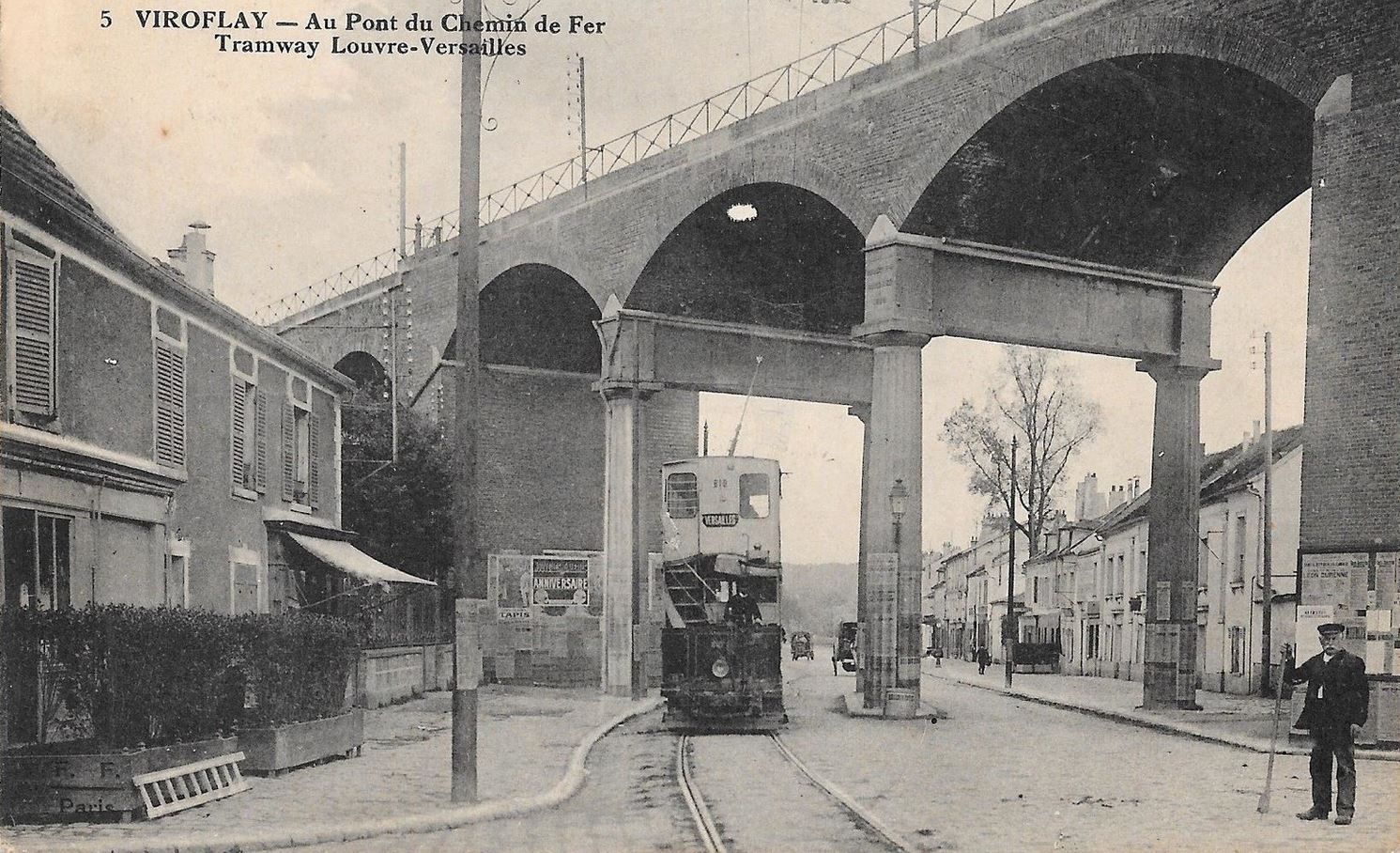
Viroflay, tramway au viaduc.

- Viaduc de Viroflay, qui relie la ligne de Paris-Montparnasse à Brest à la ligne de Paris-Saint-Lazare à Versailles-Rive-Droite.
- Le ru de Marivel, affluent de la rive gauche de la Seine, dont la vallée est suivie par cette avenue[3].